# Kike Elomaa

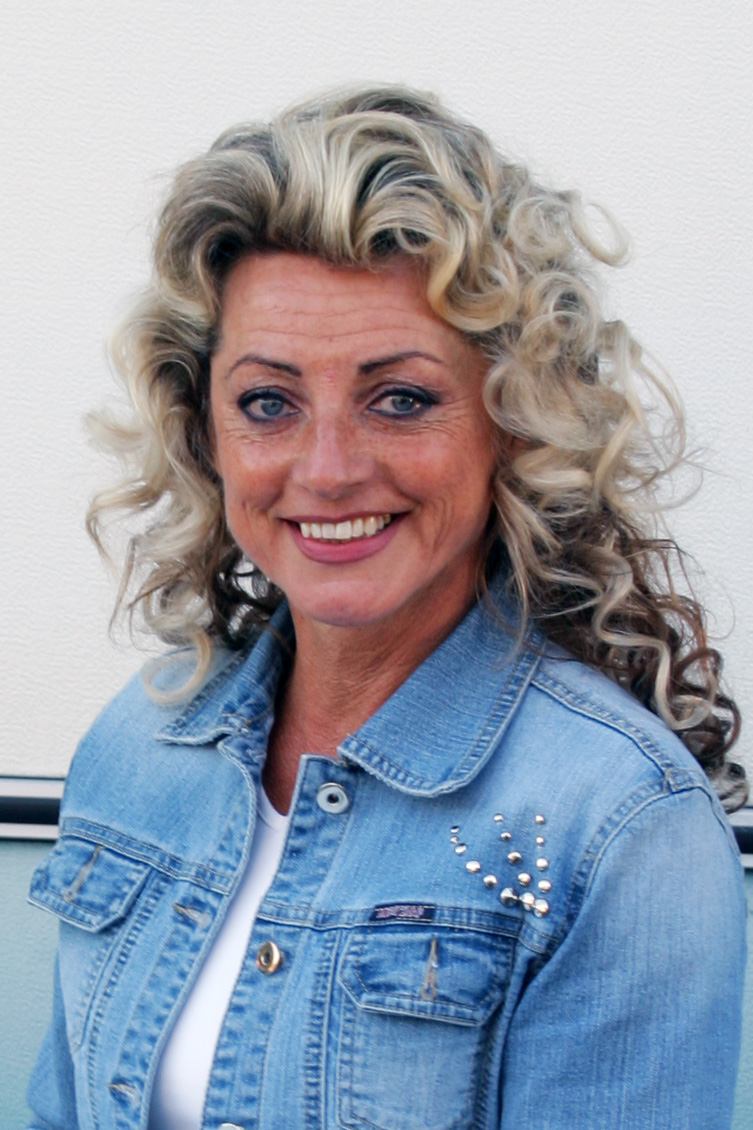
Kike Elomaa, 2006

Ritva Tuulikki „Kike“ Elomaa (* 16. Juli 1955 in Lokalahti, heute Uusikaupunki, Finnland) ist eine finnische professionelle Bodybuilderin, Popsängerin und Mitglied des finnischen Parlaments. Sie ist die erste finnische Frau, die Ms. Olympia wurde.

## Leben und Werk
Elomaa ist die Tochter des finnischen Politikers Arvo Saino und Enne Maria Sainio. Sie erhielt 1975 ihren Abschluss am Mynämäki-Gymnasium und war von 1976 bis 1977 im Koskela-Hospital in Helsinki tätig. 1978 heiratete sie den Geschäftsmann Kimmo Elomaa, der 2011 verstarb. Sie erwarb 1980 ihren Abschluss als Röntgenassistentin an der Helsinki Hospital School und arbeitete von 1981 bis 1995 am Turku University Central Hospital.

## BodyBuilding-Karriere
Elomaa gehörte neben Rachel McLish, Kay Baxter, Carla Dunlap-Kaan,  Georgia Fudge, Claudia Wilbourn und Lisser Frost-Larsen zu den Frauen, die das Frauenbodybuilding in den 1980er Jahren geprägt haben.
1981 ging der Titel der Ms. Olympia an sie, mit einer Größe von 1,65 Metern und einem Gewicht von 53 Kilogramm. Sie gewann außerdem die finnische Meisterschaft, die europäische und die World Games. 1982 gewann sie den zweiten Platz und gab den Titel an Rachel McLish zurück und 1983, bei ihrer letzten Teilnahme an einer Bodybuilding-Meisterschaft, gewann sie den fünften Platz.
Sie war bis 2000 die einzige Nicht-Amerikanerin, die den Ms. Olympia-Titel gewann. Für ihre Arbeit zur Unterstützung des Bodybuilding-Sports wurde ihr die Goldmedaille des IFBB-Präsidenten verliehen. In Finnland findet jährlich ein Fitnesswettbewerb statt, die Kike Elomaa Fitness Championship.

## Gesangskarriere
1985 wurde sie Sängerin und im selben Jahr veröffentlichte sie ihr erstes Album mit dem Titel „Hymykuopat“. In den nächsten Jahren wurde sie zu einer erfolgreichen Popsängerin, die sich darüber hinaus auch im Opernfach erfolgreich zeigte.

## Mitglied im Parlament von Finnland
2011 wurde sie für die SMP-Nachfolgepartei Perussuomalaiset (die Finnen) ins Parlament gewählt. Sie war im Verteidigungsausschuss und im Kulturausschuss tätig. Bei den Parlamentswahlen 2015 wurde sie für eine weitere Amtszeit gewählt. Seit Juni 2015 ist sie erste stellvertretende Vorsitzende der Fraktion der Finnen-Partei. Bei den Parlamentswahlen 2019 wurde sie für eine weitere Amtszeit gewählt.

## Auszeichnungen
- 2001: Hall of Fame im Bodybuilding[7]

## Wettkampferfolge
- 1983 – IFBB-Ms. Olympia – 5. Platz
- 1983 – Pro-Weltmeisterschaft – 2. Platz
- 1982 – IFBB-Ms. Olympia – 3. Platz
- 1981 – IFBB – Ms. Olympia – 1. Platz
- 1981 – World Games –  1. Platz
- 1981 – Europameisterschaften – 1. Platz
- 1981 – Finnische Meisterschaften – 1. Platz

## Diskografie (Auswahl)
- 1984: Kiken kuntojumppa[8]
- 1985: Hymykuopat
- 1995: Kike Elomaa
- 2011: Nostalgiaa
- 2017: Suomi on mun maa[9]

## Filmografie (Auswahl)
- 1984: Women of Iron[10]
- 1990: Tulisuudelma
- 2010: Putous